# Российский императорский дом

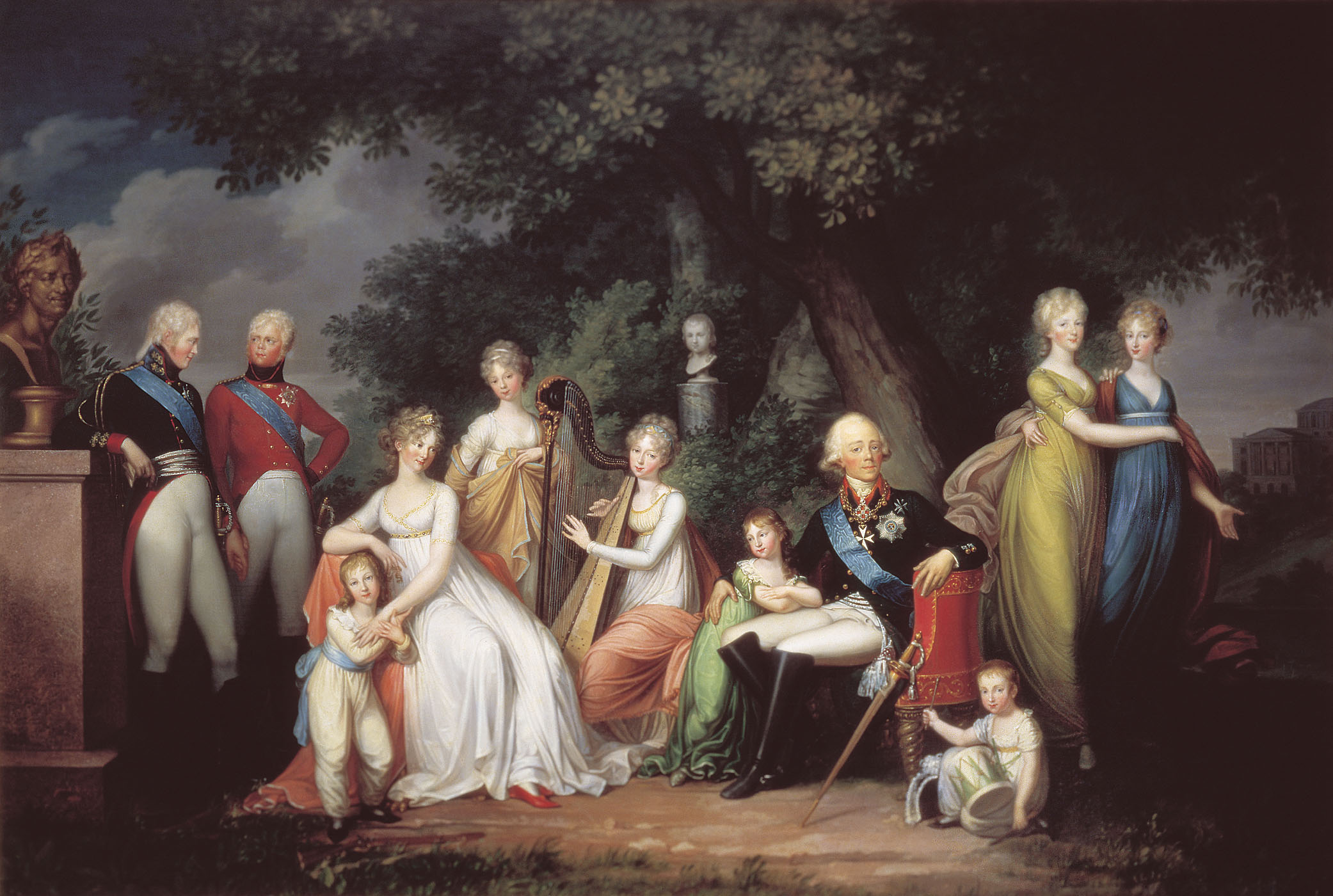
Российский императорский дом во время опубликования Акта о престолонаследии: «Портрет Павла I с семьёй». Худ. Герхард фон Кюгельген

Российский императорский дом, императорская фамилия — непосредственные представители рода Гольштейн-Готторп-Романовых, занимавшие императорский престол Российской империи, и их семья, чьи права и обязанности определялись законодательством Российской империи, в особенности законами об императорской фамилии — «Учреждениями об Императорской Фамилии» 1797 и 1886 годов.
Помимо Романовых на рубеже XIX—XX веков включал также некоторых представителей династий лейхтенбергских, ольденбургских и мекленбургских правителей как потомков императоров по женской линии.

## Фамилия
«Юридически вопрос об именовании династии тогда [после смерти Елизаветы Петровны в 1762] не был урегулирован. Пётр III сделать этого, по-видимому, не успел, а Екатерина II не стала привлекать к этой щекотливой проблеме особого внимания. В дальнейшем, по мере укрепления царствовавшей династии, необходимость в этом отпала».
Ю. А. Кузьмин, исследовавший вопрос именования династии, пишет, что «неясная ситуация с именованием правящей династии привела к тому, что его просто перестали указывать». Фамилия «Романовы» не упоминается в Основных государственных законах 1906 года, а в ст. 25 лишь говорится, что «Императорский Всероссийский Престол есть наследственный в ныне благополучно царствующем Императорском Доме». В энциклопедических словарях XIX века эта проблема также обходится стороной.
В России «вспомнили про „Романовых“ накануне 300-летия избрания на престол царя Михаила Фёдоровича. До этого понятие „Дом Романовых“ очень редко встречалось даже в названиях книг. Пышные празднества должны были способствовать формированию положительного образа монархии, показать преданность народных масс самодержцу. Важным моментом в идеологии торжеств была демонстрация преемственности между Николаем II и настоящим родом Романовых. Именно после этого юбилея понятие „Дом Романовых“ стало активно использоваться в жизни и литературе». Накануне этого, однако, чиновники пришли к выводу, что «именование Российской императорской фамилии домом Романовых неправильно не оттого, что они фактически не являются Романовыми, а потому, что у этого семейства вовсе нет фамилии как таковой». Это вызывало проблемы с именованием персон, вступающих в морганатический брак, или их потомства.
В 1911 году великие князья по просьбе императора устроили совещание, касающееся морганатических браков, где, в частности, обсуждались фамилии, которые должны присваиваться таким женам и потомству. Показательны высказанные там мнения: «…министр юстиции напомнил, что фамилия Романовых в Основных законах упоминается лишь при описании родового герба дома Романовых, Великие Князья и Княгини, Князья и Княжны Крови именуются в документах только именем и отчеством; по силе Учреждения об Императорской Фамилии членам оной не присвоено никакой фамилии, и, в частности, фамилии Романовых, а посему предоставление лицам, не принадлежащим к Царствующему Императорскому Дому, фамилии князей Романовых, по-видимому явилось бы дарованием им особого преимущества, по сравнению с лицами, пользующимися правами Членов Императорского Дома». В итоге унификации не было сделано.
См. также: Романовы#Фамилия Романовы

## Члены
По принятии Акта о престолонаследии (1797), вводившего в России наследование престола по закону, члены Российского императорского дома — особый класс, выделенный из сословной системы того времени на том основании, что они при известных условиях могут быть призваны к наследованию престола или связаны законным браком с лицами, имеющими права на престол.
С 1762 по 1917 год в составе императорской фамилии было 7 императоров и 7 императриц, 31 великий князь, 17 великих княгинь, 30 великих княжон (из них 5 стали русскими великими княгинями), 14 князей императорской крови, 1 княгиня крови и 12 княжон.
Всего 114 человек, которые разделялись по категориям:
1. Император;
2. Императрица; вдовствующая императрица;
3. Наследник-цесаревич и его супруга.

Прочие члены императорской фамилии подразделяются на три категории:
1. дети, братья, сёстры, а в мужском поколении — и внуки императоров пользуются титулом Императорских Высочеств, великих князей и великих княжон;
2. (с 1885 года) правнуки императоров (а в роду каждого правнука — только старший сын и его старшие, по праву первородства, потомки мужского пола и поколения), пользуются титулом Высочества князей и княжон Крови Императорской;
3. (с 1885 года) младшие дети правнуков и их потомки в мужских линиях получают титул Светлости, князей и княжон Крови Императорской.

Различием этих титулов определяется и различие в правах на герб, ордена, проч. внешние преимущества и содержание.
В силу различных обстоятельств в России обосновались дополнительные линии Романовых — некоторые иностранные родственники императриц, а 3 великие княжны, выйдя замуж за иностранных принцев, остались на родине. Это герцоги Лейхтенбергские (28 человек), Ольденбургские (13), Мекленбург-Стрелицкие (4), Вюртембергские и некоторые другие. Всего свыше 40 человек.
Ещё несколько десятков человек принадлежат к морганатическим и побочным семьям членов фамилии".

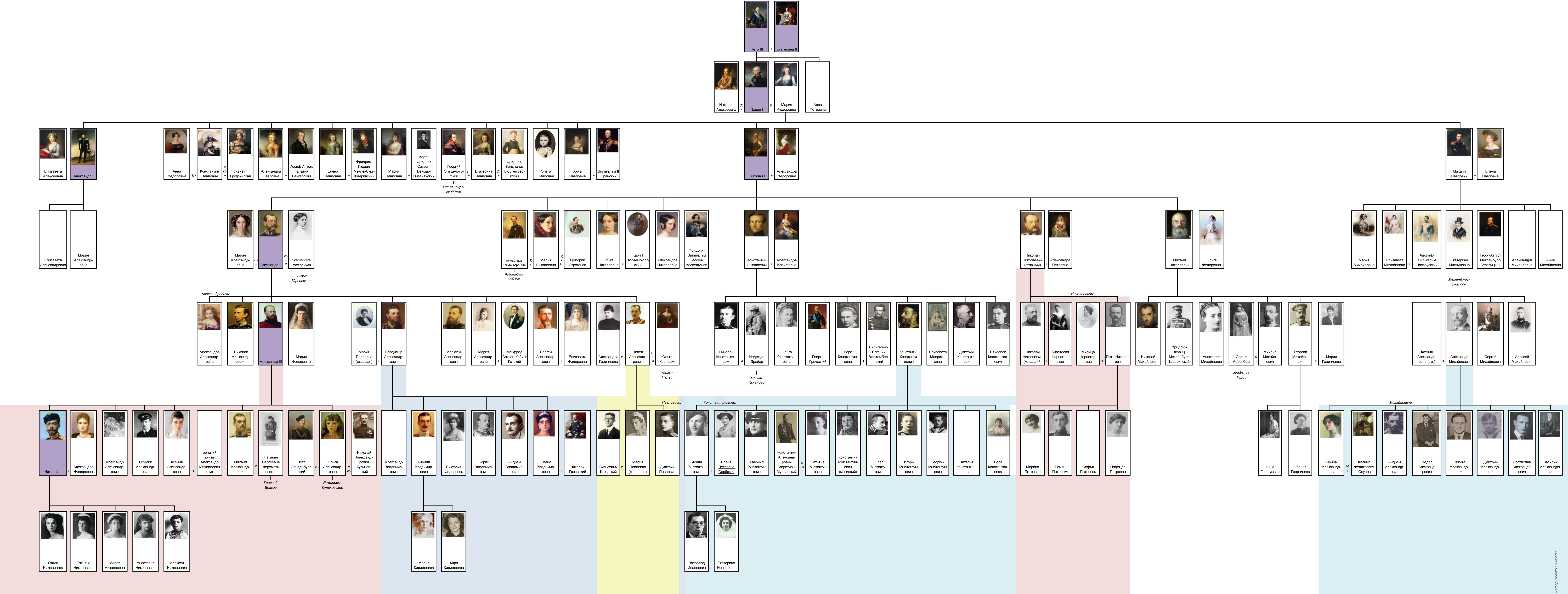
Российский императорский дом с 1762 по 1917 год (без дополнительных линий)
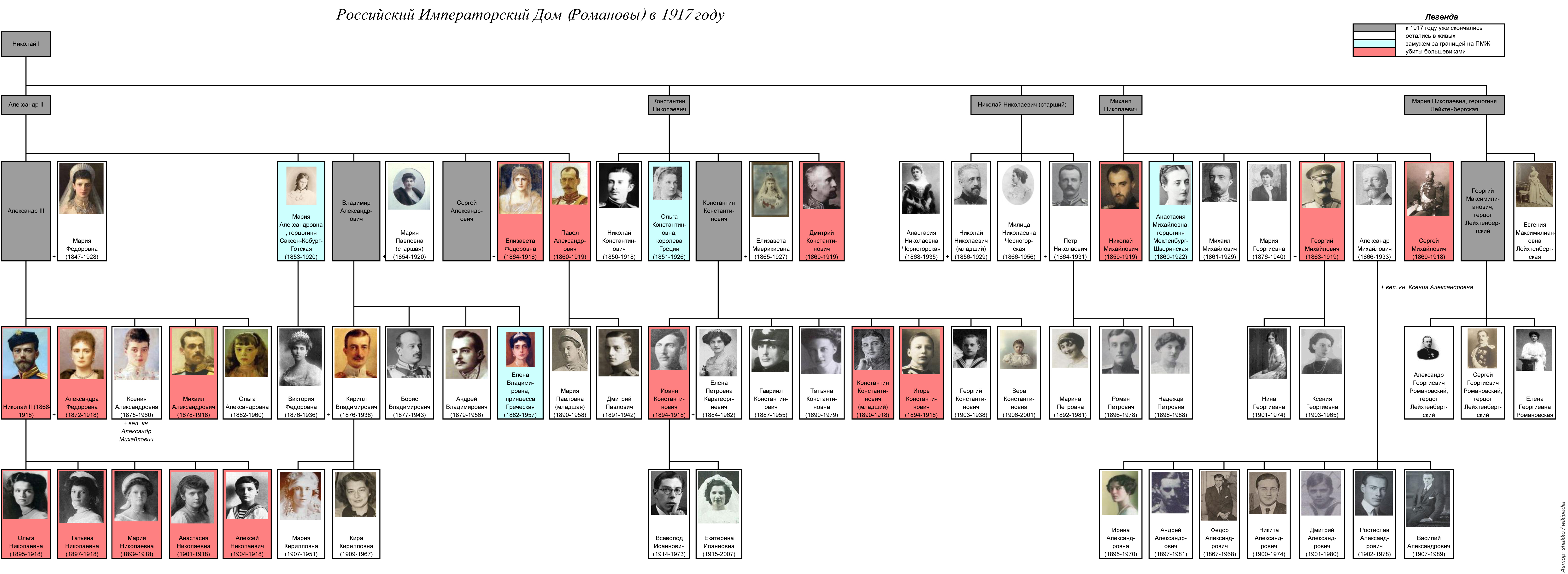
Российский императорский дом на 1917 год (с дополнительными линиями)

#### Дополнительные линии
Во 2-й половине XIX века три дополнительные ветви Романовых (по женской линии) входили в Российский Императорский Дом:
1. Лейхтенбергский дом, ветвь, происходившая от великой княгини Марии Николаевны (дочери Николая I) и её мужа герцога Максимилиана Лейхтенбергского.
2. Ольденбургский дом, ветвь, происходившая от герцога Ольденбургского Петра Георгиевича, женившегося на Екатерине Павловне.
3. Мекленбургский дом — ветвь, происходившая от брака Екатерины Михайловны с герцогом Мекленбург-Стрелицким.

Образец именования:

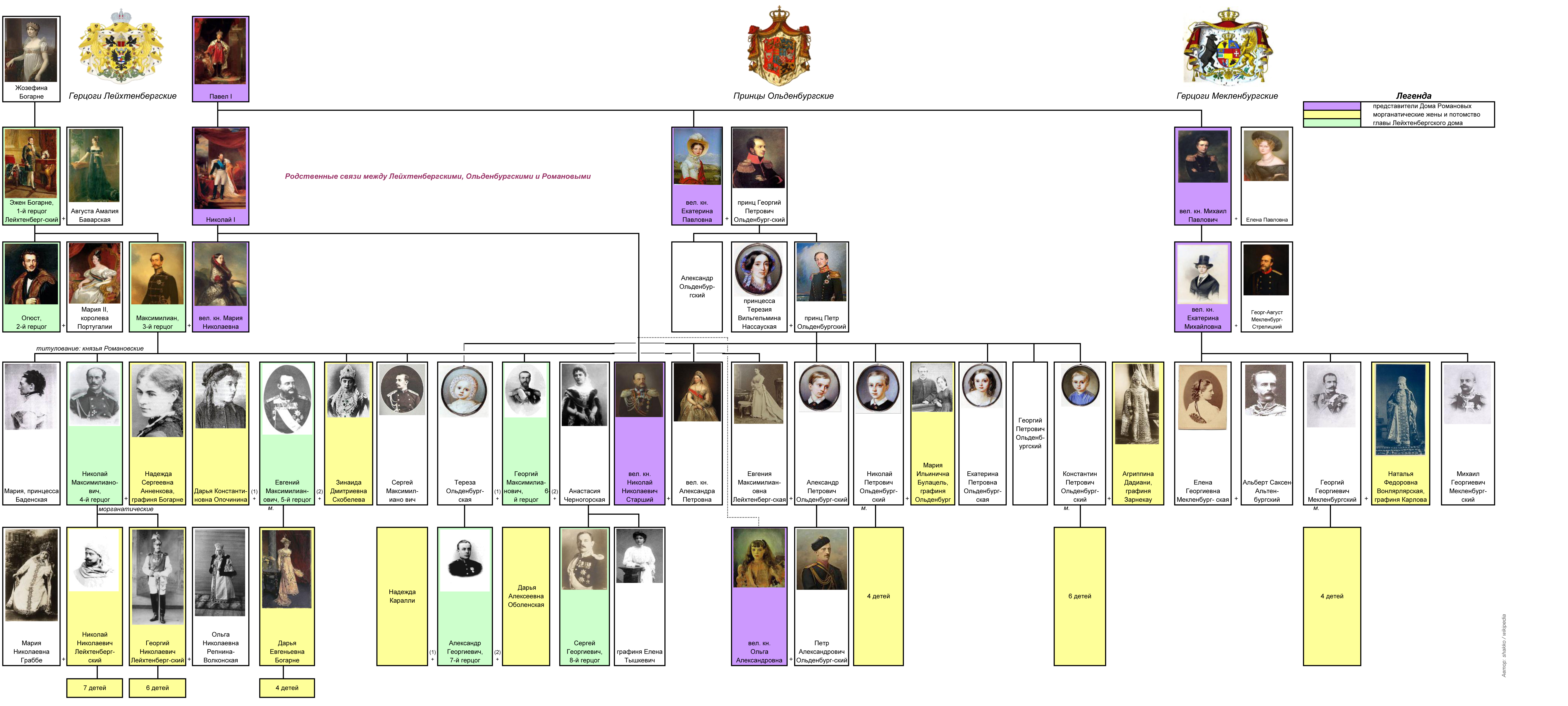
Родословное древо российских ветвей герцогов Лейхтенбергских, принцев Ольденбургских, герцогов Мекленбургских и их родственных взаимоотношений с домом Романовых

Князь Николай Максимилианович Романовский, 4-й герцог Лейхтенбергский (с титулом «Его Императорское Высочество»)

Также в начале XIX века в ближний круг входили родственники императриц, оказавшиеся на русской службе:
- герцоги Вюртембергские — родственники императрицы Марии Фёдоровны (жены Павла I):
  - Герцог Александр Вюртембергский — брат, генерал на русской службе[5].
  - Герцог Александр Вюртембергский — племянник, сын предыдущего, полковник на русской службе[6]
  - Герцог Эрнст — племянник, брат предыдущего, на русской службе[7]
  - Герцог Евгений Вюртембергский — племянник (сын Евгения Фридриха Генриха Вюртембергского). Генерал на русской службе[8]
  - Герцог Адам Вюртембергский — племянник (сын Людвига Вюртембергского), двоюродный брат Александра I и Николая I, генерал на русской службе. 20.06. (02.07).1826 высочайшим приказом получил титул Его Королевского Высочества[9].
- Принц Александр Гессен-Дармштадтский — брат императрицы Марии Александровны, генерал на русской службе[10].

## «Учреждение об императорской фамилии»

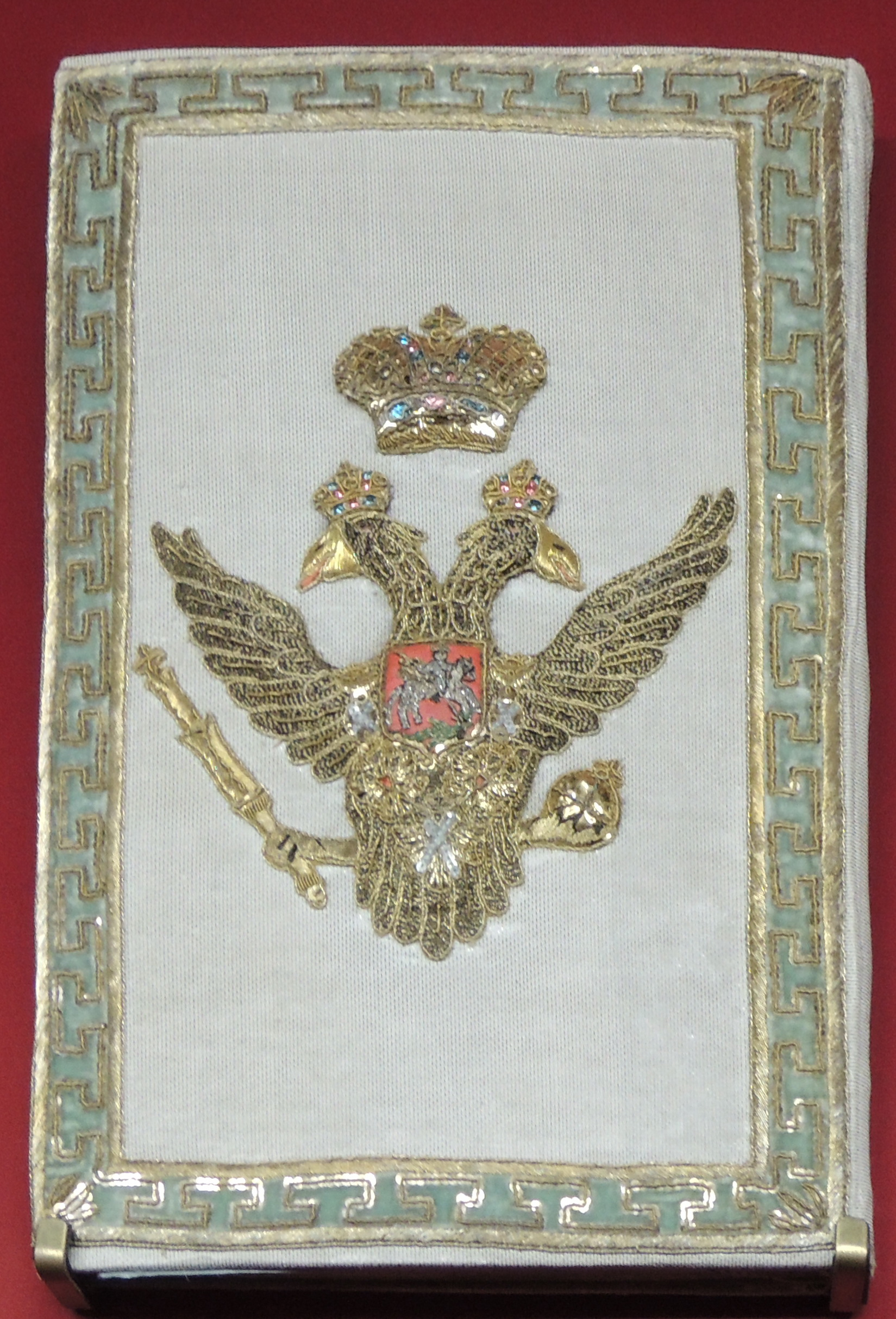
«Учреждение об императорской фамилии»

Император Павел I, одновременно с опубликованием Акта о престолонаследии, ради точного определения прав и обязанностей Членов Царствующего Дома, издал 5 апреля 1797 года «Учреждение об императорской фамилии», вошедшее в состав основных законов.
В начале XIX столетия состав Императорской Фамилии ограничивался 9 детьми императора Павла I, из которых сыновей было 4. К 1 января 1899 г. число членов императорской фамилии, не считая герцогов Лейхтенбергских, возросло до 51, в том числе великих князей — 21. Император Александр III признал необходимым предпринять пересмотр «Учреждения» 5 апреля 1797 года, причем указом 24 января 1885 г. решено было ограничить присвоение звания великих князей и великих княжон только внуками императора, тогда как по Учреждению 1797 г. оно принадлежало и правнукам и праправнукам императора. Был введён титул Князь императорской крови.
Новое «Учреждение об Императорской Фамилии», выработанное особой комиссией под председательством великого князя Владимира Александровича, было утверждено 2 июля 1886 года. Члены Императорского Дома составили особый класс, преимущества которого обуславливаются или тем, что его члены, при известных условиях, могут быть призваны к наследованию престола, или же тем, что они связаны браком с лицами, имеющими или могущими иметь право на престол.

## Законы
Права члена Императорского Дома приобретались посредством законного брака с членом императорской фамилии и происхождения от такого брака, причем законность брака предполагала соблюдение некоторых специальных условий. Права и преимущества членов императорской фамилии переходили в нисходящей линии только в мужском поколении. Исключение из этого правила установлено было указом 1852 г. для потомства великой княгини Марии Николаевны, приравненного в отношении внешних преимуществ (но не права на содержание) к потомству императора по мужскому поколению (см. Герцог Лейхтенбергский). Лица женского пола пользовались этими преимуществами только лично, и то под условием происхождения от мужского поколения царствующего дома.
Родословная книга Императорской фамилии хранилась в Кабинете Его Величества.
По отношению к царствующему императору на членах императорской фамилии лежала обязанности двоякого рода: как к самодержавному государю и как к главе Дома. Царствующий император на основании закона всегда имел право, в случае неповиновения, обнаруженного членом императорской фамилии, лишить его назначенных законом прав и «поступать с ним яко преслушным воле Монаршей». «Ненарушимым залогом всех данных каждому члену Императорского Дома преимуществ поставляется — по словам закона — миролюбивое обращение и хранение семейной тишины и согласия».
Преимущества, принадлежащие членам Императорской Фамилии, состояли:
1. в праве на титулы, гербы и проч. внешние преимущества;
2. в праве на содержание[11].

### Привилегии

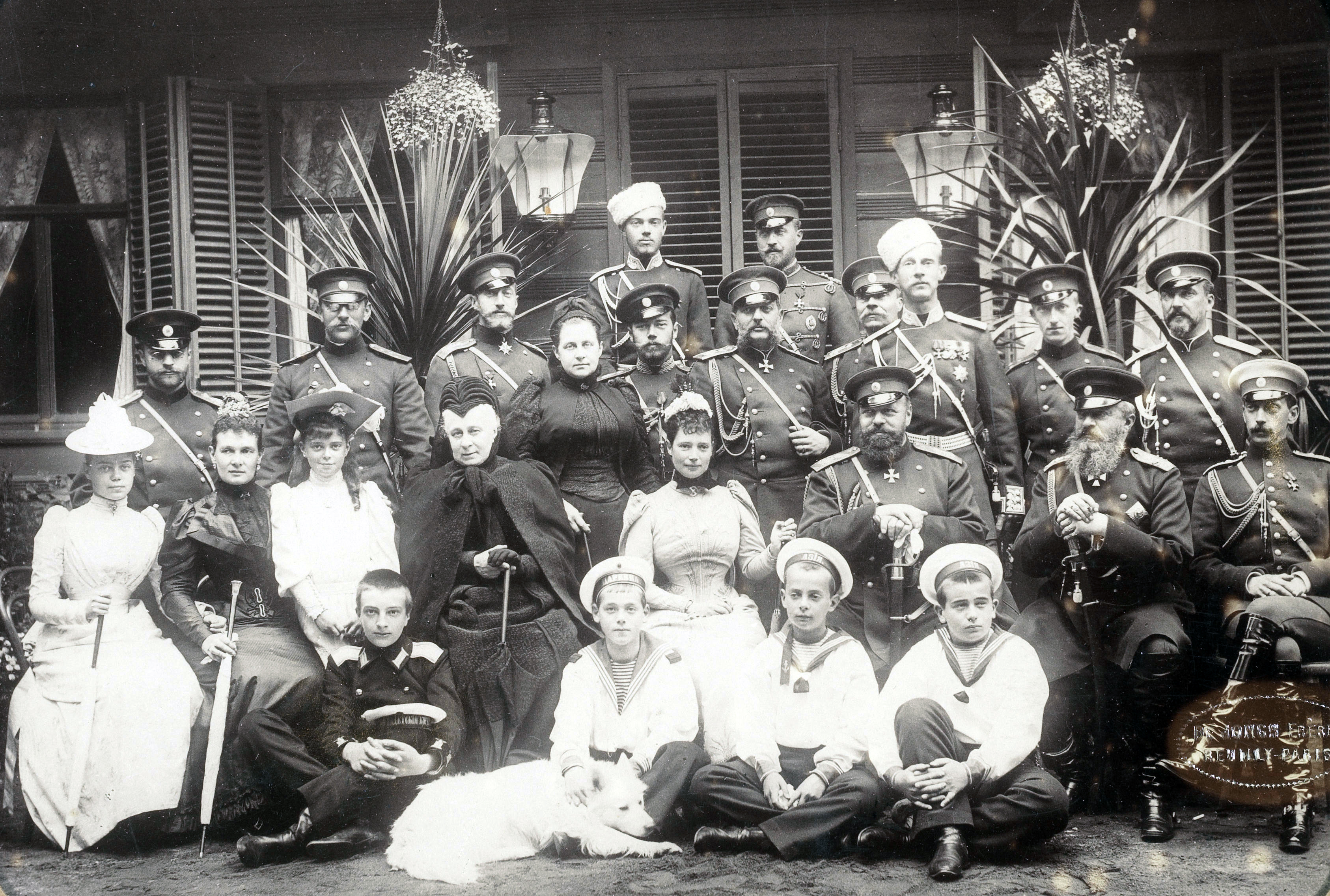
Групповой снимок некоторых членов Дома в 1892 году

Из общего состава императорской фамилии выделялись:
- императрица;
- наследник престола и его супруга.

Императрица, супруга царствующего императора, пользовалась титулом «Императорского Величества»; с соизволения императора могла короноваться; получала по 200000 руб. в год (сверх содержания двора); пользовалась средним государственным гербом как своим личным.
Вдовствующая императрица сохраняла преимущества, которыми она пользовалась в царствование своего супруга; в собраниях и тому подобных случаях она имела преимущество перед супругой царствующего императора. В случае отъезда вдовствующей Императрицы за границу, содержание её уменьшалось наполовину.
Наследник престола, в какой бы степени родства он ни состоял с царствующим императором, носил титул «Наследника, Великого князя и Императорского Высочества». Только он именовался Цесаревичем (По учреждению 1799 года, титул Цесаревича, по особому усмотрению Царствующего Императора, мог присваиваться и другим членам Императорской Фамилии «в воздаяние и вящее отличие особенных подвигов». Так, император Павел I пожаловал титул Цесаревича великому князю Константину Павловичу. С 1886 года титул Цесаревича составляет исключительную принадлежность Наследника престола), а его супруга — Цесаревной.
Большой герб Наследника Цесаревича — такой же как средний государственный. При проезде через губернии ему представляются рапорты по гражданской части наравне с коронованными особами. Наследник престола получает содержание в 100000 руб. в год, кроме содержания двора, супруге его во время замужества выдается по 50000 руб., во вдовстве — пенсия в 100000 руб. в год, кроме содержания двора; при выезде её за границу пенсия уменьшается наполовину; детям обоего пола до совершеннолетия или до брака выдается по 20000 руб. каждому.
Служащим при Наследнике престола, составляющим его двор, присвоены мундиры и ливреи, установленные по Императорскому Двору.

### Регалии
Члены Императорского Дома имели государственный герб с некоторыми различиями, соответственно близости их родства с тем императором, от которого они по прямой линии происходят. В гербах князей и княжон Крови Императорской не помещались герб московский на груди и гербы царств и великих княжеств на крыльях орла, а императорская сень заменялась золотой, подложенной горностаем и усеянной Российскими двуглавыми орлами мантией.

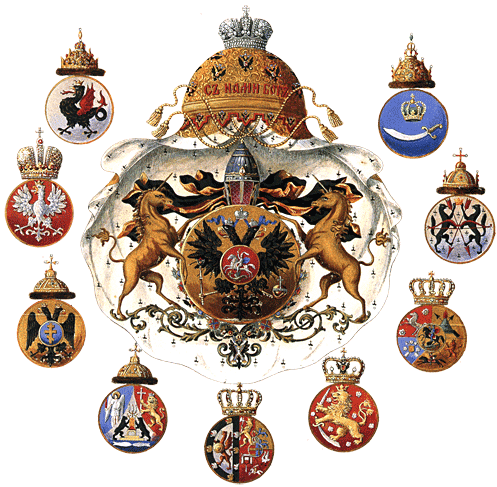
Герб внука императора
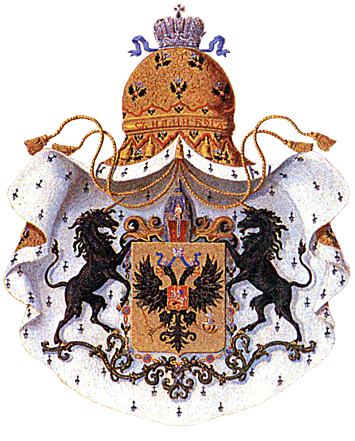
Герб правнука императора

Ордена, получаемые при крещении великими князьями и великими княжнами, князья и княжны с титулом Высочества получали лишь по достижении совершеннолетия. Князьям и княжнам с титулом Светлости ордена жаловались по воле императора.
Императрица, наследник престола и великие князья имеют свои определённые флаги, на основании морских уставов; только им, а равно великим княжнам и великим княгиням, отдаются военные и морские почести, если будет на то собственное их дозволение. В мундирах и ливреях служителей двора членов Императорской Фамилии установлено некоторое различие в цветах.

Флаг императрицы
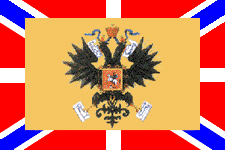
Флаг цесаревича
Флаг великого князя

### Содержание
Содержание члены Императорской Фамилии получали частью из сумм государственного казначейства, частью из удельных имуществ и капиталов, образованных императором Павлом I в видах «обеспечения на всегдашнее время состояния Императорской Фамилии и облегчения расходов государственных на её содержание».
По Учреждению 1797 года из сумм государственного казначейства назначалось содержание императрице, наследнику, старшему сыну Наследника и их супругам, а также приданое награждение великим княжнам и княжнам Крови Императорской. В 1886 г. это было изменено: кроме приданого награждения великим княжнам и княжнам Крови Императорской, из сумм государственного казначейства содержание выдается императрице, наследнику, его супруге, детям их и всем младшим сыновьям и дочерям императора, но только до совершеннолетия или до брака. Размер содержания, следующего каждому Члену Императорской Фамилии, определён в точности законом.
До 1886 года сохранялся тот самый размер содержания, какой был определён в 1797 году. При замене счета на ассигнации счетом на серебро (1843) первоначально определённые суммы содержания не были изменены; но в 1886 году состоялось общее сокращение содержания втрое, чем восстановлен, при счете на серебро, тот размер содержания, который был назначен первоначально.
Ежегодные выдачи, кроме императрицы, наследника престола и его супруги, получали к концу века лишь великие князья, великие княжны и великие княгини, а также правнуки императоров обоего пола. Последние до совершеннолетия или до брака получали по 10000 руб. в год; после правнуки мужского пола при совершеннолетии получают заповедное недвижимое имущество, приносящее дохода 100000 руб., и кроме того, денежное содержание по 30000 руб. в год, а супругам их со дня замужества и во вдовстве определяется годового содержания по 10000 руб. в год; правнукам женского пола с совершеннолетия до замужества назначается годовая пенсия в 15000 руб.
Приданого награждения великим княжнам и княжнам Крови Императорской выдавалось:
- дочерям и внукам Императора, от которого они прямою линией происходят, по миллиону руб.;
- правнукам и праправнукам — по 100000 руб.;
- происходящим от праправнуков императорских и далее — по 30000 руб.
- Дальнейшее, сверх означенного в законе, устройство Особ Императорского Дома «зависит от благоусмотрения царствующего Императора и от состояния удельных доходов»[11].

### Вступление в брак

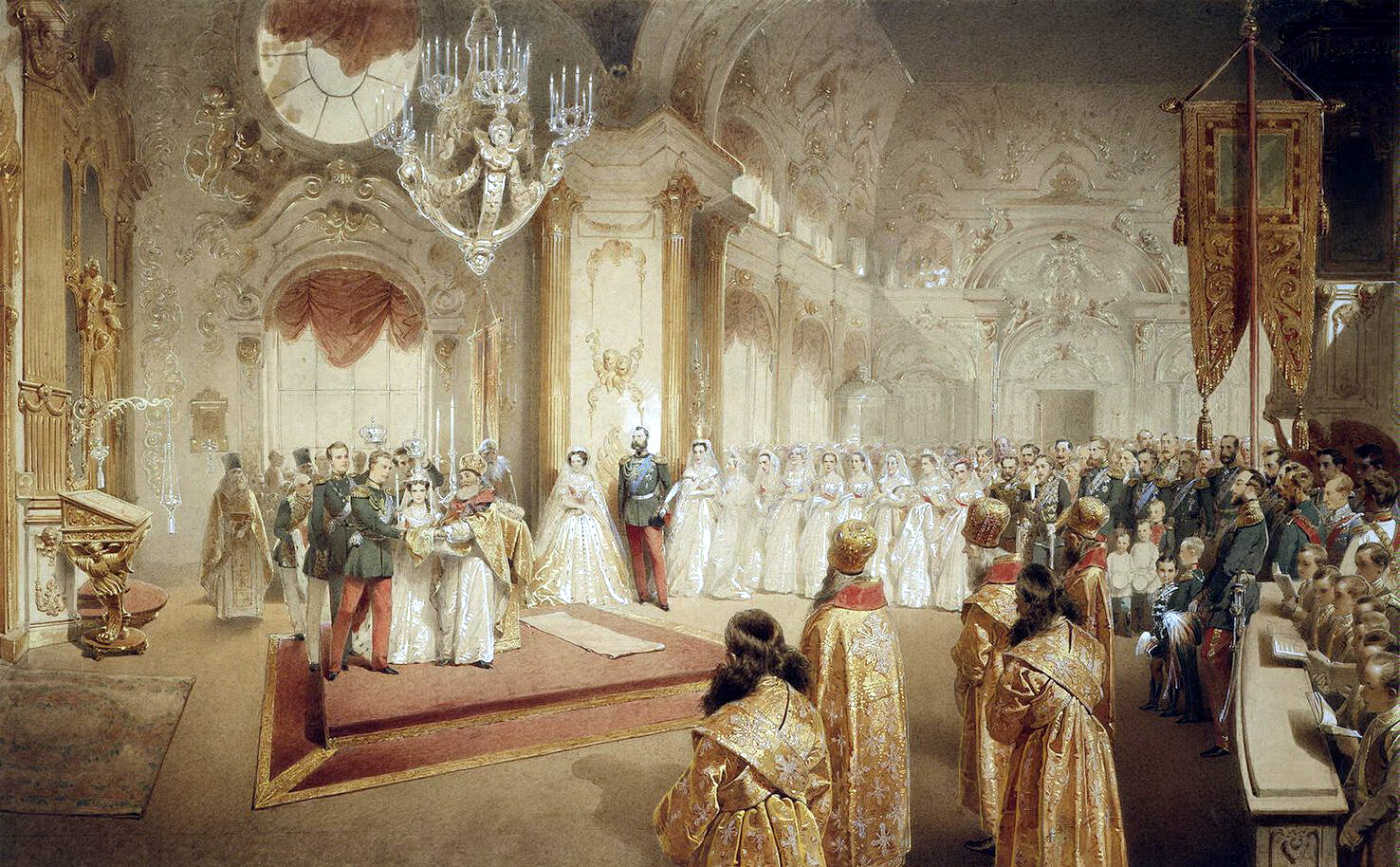
Венчание Александра III и Марии Федоровны

Учреждение об Императорской Фамилии содержало ряд постановлений о браке, совершеннолетии, имуществах, наследстве и проч., определяющих гражданские права членов Императорского Дома. Для законности брака члена Императорской Фамилии требуется:
1. согласие царствующего Императора;
2. соответственное по происхождению достоинство лиц, вступающих в брак. Последнее требование касается лишь сообщения прав члена Императорского Дома. Член Императорского дома может, с разрешения Императора, вступить в брак и с лицом неравнородным, то есть не принадлежащим ни к какому царствующему или владетельному дому, но не сообщает ему никаких преимуществ.

Именным указом министру двора от 23 марта 1893 года, образовавшим примечание к ст. 144 Закона основного, постановлено, что «впредь никто из членов Императорской Фамилии не может вступать в брак с лицом, не имеющим соответственного достоинства, то есть не принадлежащим ни к какому царствующему или владетельному дому».
Члены Императорского Дома могут вступать в брак и с лицами иноверными (в этом случае обручение и бракосочетание могут быть совершаемы заочно, через поверенных); но член Императорского Дома мужского пола, могущий иметь право на наследование престола, вступает в брак с особой другой веры не иначе, как по восприятии ею православного исповедания. До брака заключаются особые брачные договоры.
При вступлении в брак великих княжон и княжон Крови Императорской с иностранными принцами в этих договорах:
1. обеспечивается приданое и ограждается право княжны пользоваться доходами с него во всю жизнь;
2. выговаривается возвращение приданого, в случае бездетной кончины, удельному ведомству, за выделом супругу следующей по русским законам части;
3. назначается вдовья часть, с правом возвратиться в Россию;
4. определяется вероисповедание детей;
5. на случай, если иностранный принц-супруг поселится в России, требуется от него обязательство подчиниться русским законам.

Расторжение брака членов Императорского Дома, на основании общих церковных постановлений, совершается Высочайше утвержденным положением Синода.

### Опека
Попечение о личности и имуществе малолетнего члена Императорского Дома, в случае кончины родителей его или при иных, требующих назначения опеки, обстоятельствах, вверяется опекуну, назначенному родителями. Если опекун не будет назначен родителями, он избирается Императором. Такой же порядок применяется и к назначению опеки над имуществом лица Императорской Фамилии, без дозволения Императора, находящегося за границей.
Срок совершеннолетия для наследника — 16 лет, для великих князей и княжон и для князей и княжон с титулом Высочества — 20 лет, для князей и княжон с титулом Светлости — 21 год. Достигший совершеннолетия вступает в управление своим имуществом, но до 25 лет при каждом лице, носящем титул Императорского Высочества или Высочества, состоит особый попечитель, назначаемый Императором; для действительности воли лица, состоящего под попечительством, требуется утверждение попечителя.
При достижении совершеннолетия члены Императорского Дома обоего пола приносят торжественную присягу как в верности царствующему Государю и отечеству, так и в соблюдении права наследства и установленного фамильного распорядка; лица мужского пола, вместе с этой присягой, приносят и присягу на верность службы, но самая служба считается им с 16-летнего возраста. Подписанная присяга хранится в государственном архиве с прочими делами, до Императорской Фамилии относящимися.

### Имущество
Имущества, принадлежащие лицам Императорского Дома, разделяются на четыре категории:
1. заповедные;
2. дворцовые;
3. родовые;
4. благоприобретенные.

Права членов Императорского дома на их имущества родовые и благоприобретенные определяются общими гражданскими законами. Имущества дворцовые, то есть приписанные к содержанию дворов Членов Императорского Дома, составляют личную собственность Особ Императорского Дома и могут быть завещаемы и делимы по частям (ст. 412, т. Х, ч. 1). Имущества заповедные суть те, которые назначаются правнукам Императора. Вместо недвижимого имущества, приносящего дохода в 100000 руб. в год, правнуку императора, с Высочайшего соизволения, может быть назначен соответствующий по доходу денежный капитал, также считающийся заповедным.
Заповедное имущество, предоставленное правнуку императора, считается данным не ему лично, но всему его роду, и потому не может быть предметом завещательных распоряжений; никакие взыскания не могут быть на него обращаемы, владельцем оно не должно быть обесцениваемо. Владелец заповедного имущества имеет попечение о своих малолетних братьях и сестрах. Заповедное имущество переходит по наследству, всегда в полном составе, к одному лицу мужского пола и мужского поколения, с соблюдением прав первородства и представления. На случай перехода заповедного имущества от одной линии к другой установлены особые правила. Вообще, одно лицо и даже одна линия не может владеть двумя заповедными имуществами. Если, в силу установленных правил, не окажется вовсе лиц, которые могли бы наследовать заповедное имущество, то оно возвращается в общую массу удельных имений.
Завещания Членов Императорского Дома могут быть открытые или тайные. И те, и другие действительны лишь под условием утверждения их Императором. Тайные завещания представляются в запечатанном конверте царствующему Императору, но не иначе, как по предварительному Его на составление оных соизволению. Имения дворцовые и родовые могут быть предметом завещания, но лишь открытого. Если на завещательное распоряжение относительно родовых имуществ не последует Высочайшего соизволения, то они обращаются в наследство на основании общих гражданских законов. Правило это распространяется и на дворцовые имущества, если порядок перехода их по наследству не установлен актом, по которому имущества эти отошли к их владельцу.
В порядке законного наследования, наследование в имуществе Императрицы представляет ту особенность, что в нём не участвует «старший сын, яко наследник престола».
Дела об имуществах, принадлежащих членам Императорского Дома, разбираются судебными учреждениями на общем законном основании, причем дела об имениях, состоящих в заведовании установлений министерства двора, причисляются к делам казенного управления (см. Особые порядки гражданского судопроизводства).

### Злоумышления
Злоумышления против чести, здоровья и личной неприкосновенности всех членов Императорского Дома, независимо от различия их титулов, подводились законодательством под понятие оскорбления Величества, так что все члены Императорской Фамилии пользовались усиленной уголовной охраной в одинаковой степени с самим царствующим Императором.
Выдача себя за члена Императорского Дома с целью произвести в народе смуту, направленную против Государя, престола или государства, рассматривается как бунт против Верховной власти; то же преступление, совершенное из видов корысти и т. п., влечет за собой каторжные работы на срок от 4 до 6 лет (ст. 1415 Уложения о наказаниях).

### Погребения
Захоронения членов императорской семьи можно найти, в основном, в трех местах:
- Благовещенская церковь Александро-Невской лавры — первая усыпальница Романовых в Петербурге. Здесь похоронены, в основном, второстепенные члены династии XVIII века;
- Петропавловский собор — главная императорская усыпальница[12];
- Великокняжеская усыпальница при Петропавловском соборе — для младших членов семьи.

## После революции
13 июля 1918 года (за несколько дней до убийства Николая II и его семьи) Совнаркомом был принят декрет «О конфискации имущества низложенного российского императора и членов бывшего императорского дома».